# مجموعة مقعرة
مجموعة مقعرة ليس تعريفا رسميا في الرياضيات لمجموعة غير محدبة. عندما تكون مجموعة ما غير محدبة، فيُتحدث عن مجموعة غير محدبة فقط ولا يقال مجموعة مقعرة.